# Marco Bogers
Marco Bogers (Herten, 5 augustus 1974) is een Nederlands sportbestuurder die voorheen algemeen directeur was van VVV-Venlo. Sinds 1 februari 2024 is hij Algemeen Directeur van topvolleybalclub Numidia VC Limax en eigenaar van JUSTE Sports, een consultancybedrijf in topsport.

## Spelersloopbaan
De Hertenaar was tussen 1990 en 2004 keeper bij de plaatselijke amateurclub SHH, waar ook zijn vader Piet Bogers twee decennia eerder onder de lat stond. In vijftien seizoenen speelde Marco Bogers in totaal 108 wedstrijden voor het eerste elftal van SHH.

## Verdere loopbaan
Bogers haalde in 1999 zijn Bachelor of Science (Commerciële Economie) aan Fontys Hogescholen in Eindhoven. Na een stage bij Fortuna Sittard waar hij zich bezig hield met het merchandisingbeleid trad hij in 1999 in dienst bij VVV als medewerker sponsor- en marketingsupport waarin hij aanvankelijk Maurice Graef kwam ondersteunen en later hoofd van de commerciële afdeling werd. Met ingang van 1 oktober 2006 ging hij aan de slag als algemeen directeur, als opvolger van Hans Soentjens die als secretaris toetrad tot het clubbestuur.
Ruim vijf jaar later verruilden Soentjens en Bogers weer van functie, nadat VVV-Venlo besloot om de verenigingsstructuur af te schaffen en tot een BV om te vormen. Met ingang van 1 januari 2012 vormden Soentjens (algemeen directeur) en Bogers (commercieel directeur) de statutaire directie van de nieuwe BV. Twee jaar later nam VVV afscheid van Soentjens en werden zijn taken vanaf 1 maart 2014 opnieuw overgenomen door Bogers. In november 2020 trad Bogers toe tot de nieuwe Raad van Commissarissen (RvC) van de Eredivisie CV, samen met vijf directeuren van andere eredivisieclubs: Robert Eenhoorn, Thijs van Es, Toon Gerbrands, Manfred Laros en Martin van Geel.
Na de degradatie van VVV-Venlo uit de Eredivisie in 2022 kwam Marco Bogers onder vuur te liggen van een groep supporters die zijn vertrek eiste. Hij overwoog hierna op te stappen, maar besloot uiteindelijk aan te blijven. Begin juni 2023 meldde Bogers zich ziek ivm gezondheidsredenen Een maand later stelde VVV-Venlo business development manager Ruud Timmermans aan als zijn tijdelijke vervanger.  Kort voor de jaarwisseling in 2023 werd tot wederzijdse tevredenheid een akkoord bereikt over beëïndiging van de samenwerking per 1 januari 2024. Zo kwam er na bijna een kwart eeuw een einde aan zijn dienstverband bij VVV-Venlo. Op 20 september 2024 ontving Marco Bogers uit handen van de KNVB de gouden waarderingsspeld voor zijn grote verdiensten voor het Nederlands Betaald Voetbal.
Medio januari werd bekend dat Bogers met ingang van 1 februari 2024 werd benoemd tot nieuwe algemeen directeur van volleybalclub Numidia/VC Limax.
Begin januari 2025 wordt Bogers aangesteld door de Graafschap als algemeen directeur.

## Trivia
- Marco Bogers moet niet verward worden met Marco Boogers, voormalig profvoetballer en technisch-directeur van FC Dordrecht.
- Na het vertrek van Hans Nijland bij FC Groningen in 2019 was Bogers de langst zittende directeur in het betaald voetbal.[15]